# Unlawful killing
Im englischen Recht ist unlawful killing ein Tatbestand, der bei einer Untersuchung in England und Wales festgestellt werden kann, wenn jemand durch eine oder mehrere unbekannte Personen getötet worden ist. Der Tatbestand bedeutet, dass die Tötung ohne einen gesetzeskonformen Grund und in Verletzung des Strafrechts geschehen ist. Dieses Verhalten beinhaltet: Mord, Totschlag, Kindstötung und Tötung durch gefährliches Autofahren. Ein Tatbestand des unlawful killing führt im Allgemeinen zu einer polizeilichen Untersuchung, deren Ziel es ist, genügend Beweise zu sammeln, um die Verantwortlichen zu identifizieren, Strafanzeige zu erstatten und die Verantwortlichen anzuklagen.
Die Untersuchung benennt normalerweise keine Einzelpersonen als Verantwortliche. Als Maßstab für den Tatbestand gilt, dass kein erheblicher Zweifel an dem Umstand besteht. Wenn Zweifel bestehen, so ist es möglich, den Tod durch Unfall oder die Verkettung unglücklicher Umstände festzustellen.

## Bekannte Fälle
Ein entsprechendes Urteil ist in den folgenden Fällen ergangen:
- Diana, Princess of Wales und Dodi Al-Fayed[2]
- Terry Lloyd[3]
- Tom Hurndall[4]
- Den 96 Toten der Hillsborough-Katastrophe[5]

## Rezeption
Im Jahr 2011 kam ein Dokumentarfilm über die angeblich konspirative Tötung von Prinzessin Diana und Dodi Al-Fayed mit dem Titel Unlawful Killing heraus. Regisseur war Keith Allen, das Drehbuch stammte von Victor Lewis-Smith und Paul Sparks. Die Ausstrahlung der Dokumentation sollte zunächst in Großbritannien verhindert werden. Unlawful Killing wurde von Mohamed Al-Fayed finanziert, da es Gerüchte gab, dass „dunkle Mächte“ innerhalb des britischen Establishments für den Tod der beiden im Jahr 1997 mitverantwortlich gewesen sein sollen. Der Film, der nicht zum offiziellen Teil des Festivals gehörte, wurde daher auf dem Filmfestival in Cannes 2011 zum ersten Mal gezeigt.